# Durchgangslager 39
Das Durchgangslager 39 in Linz war eines von mehreren Dutzend Durchgangslagern im Deutschen Reich, das von den Landesarbeitsämtern im Nationalsozialismus u. a. zur Internierung und "Abfertigung" von ausländischen Zivilarbeitern genutzt wurde.

## Errichtung und ursprünglicher Zweck
Das Durchgangslager 39, das aufgrund seiner Lage im Linzer Stadtteil Bindermichl auch Durchgangslager Bindermichl genannt wurde, wurde 1942 durch das Arbeitsamt Linz von den Reichswerken Hermann Göring käuflich erworben. Das Lager bestand ursprünglich aus zwölf Baracken mit einer Belegungszahl von rund 1300 Personen, nach dem Verkauf an das Arbeitsamt wurde die Zahl jedoch auf rund 1800 Personen erhöht. So wie in zahlreichen anderen Durchgangslagern wurden auch im Lager Bindermichl ausländische Zivilarbeiter, die aus ihren Heimatländern mit Gewalt oder „freiwillig“ zur Arbeit im Deutschen Reich gebracht wurden, medizinisch untersucht, desinfiziert und entlaust. Anschließend erfolgte die Abholung der Zwangsarbeiter durch ihre späteren Arbeitgeber (z. B. Bauern oder Firmen).

## Schwangere Zwangsarbeiterinnen
Auch schwangere polnische und sowjetische Zwangsarbeiterinnen wurden während ihrer „Mutterschutz“-Zeit von (formal) zwei Wochen vor und sechs Wochen nach der Geburt ihres Kindes im Durchgangslager untergebracht. Sollte ein Schwangerschaftsabbruch in einer Klinik durchgeführt werden, wurden diese Frauen ebenfalls zuvor in das Lager gebracht. Möglicherweise gab es sogar im Lager eine gesonderte Baracke für Abtreibungen und Entbindungen.
„Fremdvölkische Kinderheime“ bestanden auf dem Gebiet von Oberösterreich im "Lindenhof" in Spital am Pyhrn, im Schloss Windern bei Desselbrunn, in einem Haus an der Straße Eglsee 6 in Burgkirchen bei Braunau, in Wilhelming bei Utzenaich, im Waldschloss Schardenberg und im Schloss Etzelsdorf in Pichl bei Wels. In letztgenanntem Heim starben 13 Kinder an mangelnder Pflege und Ernährung.

## Krankensammellager bzw. Sterbelager und Verlegungen von Kranken
Das Durchgangslager 39 dürfte ab Herbst 1942 auch als Krankensammellager genützt worden sein. Nachdem die Versorgung mit Lebensmitteln und medizinischer Betreuung sowie die hygienischen Verhältnisse wie in ähnlichen Lagern völlig unzureichend gewesen sein dürften, wurden hunderte als "rassisch minderwertig" deklarierte Zwangsarbeiterinnen und ihre Kinder einem qualvollen Tod preisgegeben. Von September 1942 bis Kriegsende verstarben im Lager mehr als 300 – vor allem aus Polen und der Sowjetunion stammende – Personen, rund die Hälfte von ihnen waren Säuglinge und Kleinkinder.
Im Zeitraum von November 1944 bis Ende Jänner 1945 wurden 31 Zwangsarbeiter und Zwangsarbeiterinnen in die psychiatrische Anstalt Mauer-Öhling gebracht, die ab September 1944 als "Sammelstelle" für psychisch kranke Zwangsarbeiter diente. 18 der 31 Personen waren zuvor in der Heil- und Pflegeanstalt Niedernhart in Linz eingewiesen. Neun der nach Mauer-Öhling verlegten Personen kamen in der Anstalt zu Tode, der Großteil von ihnen wurde im April 1945 im Rahmen der "dezentralen Euthanasie" ermordet.
Im Frühjahr 1945 befanden sich im Durchgangslager 39 rund 250 Personen, die als "arbeitsunfähig" (etwa aufgrund von "Geisteskrankheit" oder Tuberkulose) galten – darunter auch Säuglinge und Kinder.